# Internacional Mallanep
Internacional Mallanep es una orquesta de cumbia peruana fundada en 2005 en la ciudad de Mallaritos, Sullana por Erwin Nole. Son denominados como «Los originales de la inspiración», frase que utilizan además como eslogan principal.

## Historia
La agrupación musical Mallanep fue creada el 30 de mayo de 2005 por Erwin Nole en la localidad de Mallaritos, perteneciente a la provincia de Sullana, en el departamento de Piura, Perú. Su nombre deriva de un acrónimo que combina diversos elementos representativos: «Malla», en alusión a Mallaritos, la letra «N» de Nole, «E» de Erwin, y «P» de Perú.
Tras su fundación, tuvo un estrepitoso auge, llegando a ser considerada según la crítica especializada -como recogen algunos medios de comunicación- como una de las mejores orquesta de cumbia norteña del Perú.
Algunos años después, la orquesta tuvo un periodo de ausencia en los escenarios debido a problemas relacionados con su denominación oficial.
En 2014, la agrupación sufrió un duro golpe debido al fallecimiento de su fundador, Erwin Nole, quien perdió la vida junto a su hermano en un accidente automovilístico cuando regresaban a su casa tras un concierto. Este hecho marcó un momento crítico en la historia del grupo. 
Actualmente la orquesta sigue en actividad, siendo especialmente popular en la zona norte y centro del Perú.

## Homenajes
Varias orquestas de cumbia peruanas tienen canciones en honor a Internacional Mallanep, como Los Villacorta y su tema Homenaje a Mallanep, Caribeños de Guadalupe con su Mix Mallanep, El encanto de Corazón con su tema Mix Mallanep y Chuguranos Orquesta con su Mix Mallanep.

## Discografía
La mayoría de las canciones de Internacional Mallanep son composiciones de Erwin Nole. Entre las más reconocidas se encuentras Una aventura más, Fuiste mía, ¿Dónde está el amor?, Maldita incomprensión, Llorar por ella y Me río de tí.

### Álbumes
- Internacional Mallanep, los originales de la inspiración (2008)
- Éxitos de oro (2020)[15]

### Sencillos
- ¿Dónde está el amor?
- Fuiste mía
- Una Aventura Más
- Maldita incomprensión
- Se te fue el amor
- Llorar por ella
- Me río de ti
- Olvidar
- Maldita distancia
- Indiferencia (compuesta por Neptalí Inga)
- Ven mi amor
- Dos Cervezas
- Que Lastima
- Vacío y herido
- Quiero Olvidarla
- Dime Por qué
- Y Ahora te vas
- Te digo adiós (compuesta por Neptalí Inga)
- Yo quiero que vuelvas (compuesta por Neptalí Inga)
- Un fracaso
- Traicionaste mi corazón
- Ven mi amor, ven
- Primera vez
- No soy un juguete más
- Ese amor que tuvimos
- Ya no me hagas mas daño
- Tu me enseñaste
- Tu ya fuiste
- Me embriago por tu amor
- Tomando y tomando
- Rebelde (compuesta por Neptalí Inga)
- San Juan mix
- Chiquilla
- La chuchumeca